# Tauletes de Bloomberg

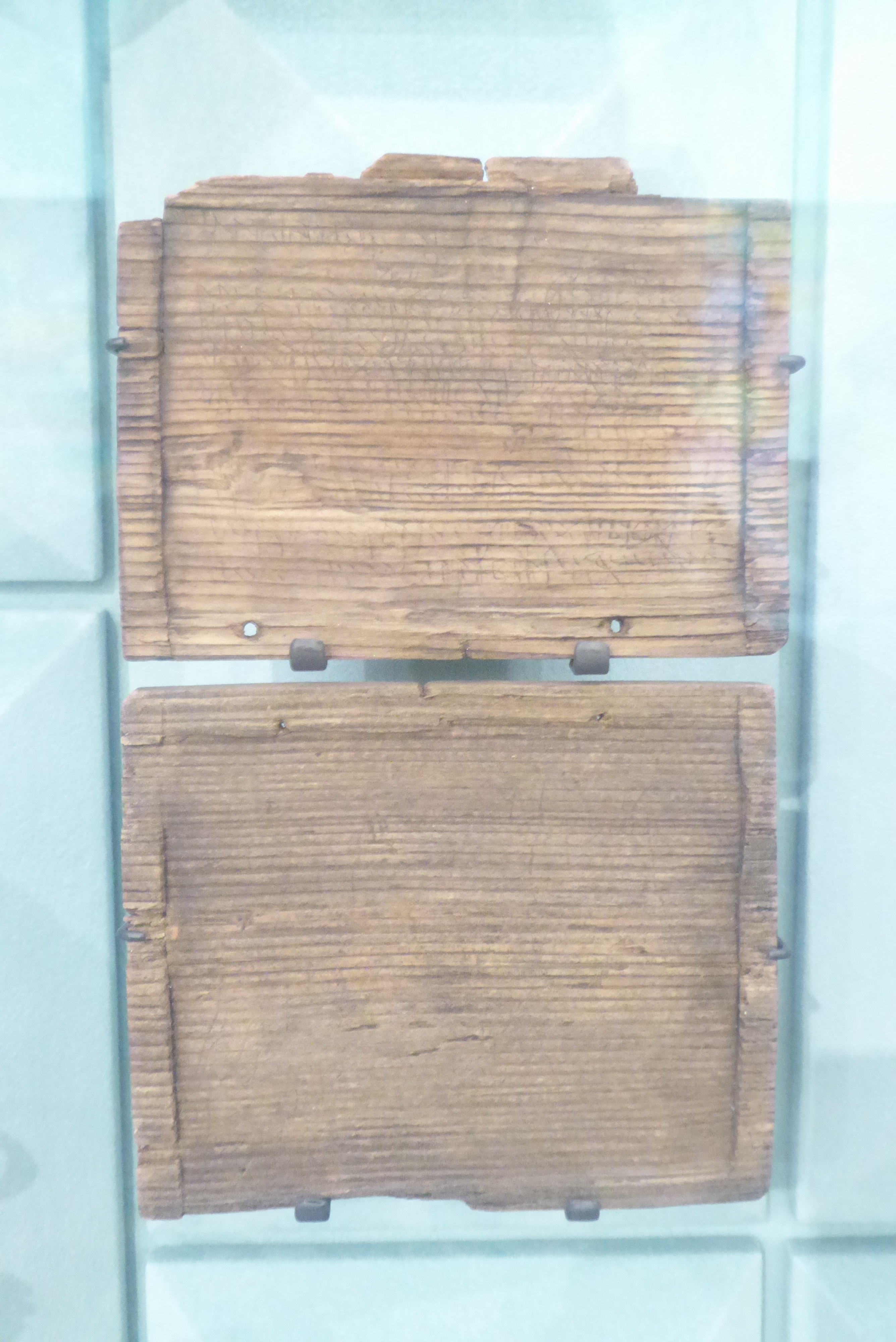
Dues tauletes de Bloomberg

Les tauletes de Bloomberg són una col·lecció de 405 tauletes de fusta que es van trobar en l'edifici Bloomberg, en el districte financer de Londres. Les excavacions se'n feren entre els anys 2010 i 2013, i després l'edifici actual de Bloomberg es va construir en el lloc de l'excavació arqueològica.
Aquestes tauletes són els primers documents escrits trobats a Gran Bretanya, i daten d'entre l'any 50 i el 80, en el període romà primerenc de Britànnia. Les tauletes són anteriors a les de Vindolanda, que s'havien considerat els primers exemples d'escriptura trobats a Gran Bretanya, les quals daten de cap a l'any 100 o un poc més tard.
El jaciment de Bloomberg consta de tres acres en el que fou la ciutat romana de Londínium. El jaciment havia revelat ja un Temple de Mitra del segle iii, que s'excavà parcialment en la dècada dels 1950, però aquest treball restà inconclús, i la Bucklersbury House, un edifici d'oficines modernista de 14 pisos, en fou construït al damunt el 1953. No obstant això, la demolició de l'edifici Bucklersbury el 2010 va donar als arqueòlegs l'oportunitat de reobrir l'excavació. Entre els anys 2010 i 2013, es van descobrir una multitud d'objectes en el jaciment, com ara les tauletes de Bloomberg, que eren enterrades a 12 m sota terra.
Les tauletes de Bloomberg foren una troballa inesperada, perquè el material orgànic com la fusta i el cuir tendeix a podrir-se i desintegrar-se amb el temps. Les tauletes es van preservar pel llot espés i humit generat pel riu subterrani Walbrook, que limità l'exposició de les tauletes a l'oxigen.

## Elaboració
Les tauletes eren fetes de fusta i cera, tot i que només la fusta se n'ha preservat. Una tauleta típica s'hauria fet d'una peça prima de fusta, de 15–25 cm d'amplada, amb una depressió rectangular tallada al mig. La cera escalfada, ennegrida per l'addició de atramentum, s'abocava en la depressió central i es deixava refredar. Una vegada la cera forjada, s'usaria un estil de metall per a gravar les lletres en la cera, amb un color més clar contra la cera més fosca.
Aquestes tauletes de cera també es podrien reciclar, perquè es podia escalfar la tauleta (a uns 50°C), i la cera se n'estovaria i es tornaria una superfície d'escriptura llisa. Les tauletes devien ser de fusta reciclada de barril, i sovint, es feien en díptic, amb dues tauletes unides lliurement que podien plegar-se per a tancar-se, com un llibre amb dues pàgines, protegint així la cera suau a l'interior.

## Esforços moderns

### Recreació
Malgrat que la cera de les tauletes no s'ha conservat, els petits arraps que restaren en la superfície de les tauletes de fusta han permés recrear-ne el contingut de l'escriptura. Aquests arraps, tot i que no identificables a ull nu, es poden veure i recompondre's digitalment. Per a fer la recreació digital de l'escrit, se'n feren fotografies usant diferents angles de llum i projectant així diferents ombres sobre la superfície de la tauleta. Una vegada compilades, aquestes imatges donen una visió precisa dels contorns de la superfície de les tauletes, les impressions realitzades en la fusta i deixen veure l'escrit de la tauleta. Com que aquestes tauletes eren, però, reutilitzables, poden haver-hi diversos missatges superposats, i això fa encara més difícil separar i traduir l'enorme quantitat de missatges.

### Traducció
Noranta de les tauletes de Bloomberg s'han pogut traduir. Aquest és el major nombre d'artefactes traduïts de qualsevol jaciment arqueològic de Londres, i en supera el registre anterior de 19. Les tauletes, les va traduir el Dr. Roger Tomlin, un expert en escriptura cursiva romana, que és com es van escriure les tauletes. Aquestes varien en contingut, des del document financer més antic de la ciutat de Londres, que data del 8 de gener del 57, documents legals com el d'un jutge que convoca a una audiència prèvia a un judici, fins a material educatiu. Una tauleta mostra l'alfabet escrit, i potser mostra la possible presència de la primera escola d'Anglaterra. A més a més, entre les tauletes hi ha més de 100 noms de persones de diferents professions i classes socials que vivien a Londres en aquest moment, com ara esclaus, comerciants, soldats i polítics. Una figura prominent que hi apareix és Juli Clàssic, comandant d'una unitat d'auxili de l'exèrcit romà.
En una tauleta apareix el primer esment del nom de Londres (Londini), més de mig segle abans del que es creia que era la primera aparició del nom de Londres en els Annals de Tàcit.

### Preservació
Malgrat que la tecnologia i els mètodes actuals han permés la recreació i traducció d'algunes tauletes, la gran majoria encara no se'n poden llegir. Per tant, per a preservar-les per a futures anàlisis, s'estan fent esforços que inclouen una combinació d'immersió en polietilenglicol (PEG) i liofilització.

## Exhibició
Si bé algunes tauletes s'estan conservant per a futurs estudis, altres s'exhibeixen en una exposició titulada London Mithraeum.(7)